# Міддлфілд (Массачусетс)
Міддлфілд (англ. Middlefield) — місто (англ. town) в США, в окрузі Гемпшир штату Массачусетс. Населення — 385 осіб (2020).

## Демографія
Згідно з переписом 2010 року, у місті мешкала 521 особа в 218 домогосподарствах у складі 152 родин. Було 279 помешкань
Расовий склад населення:
| - 97,1 % — білих - 2,1 % — азіатів |

До двох чи більше рас належало 0,6 %. Частка іспаномовних становила 0,4 % від усіх жителів.
За віковим діапазоном населення розподілялося таким чином: 17,1 % — особи молодші 18 років, 70,0 % — особи у віці 18—64 років, 12,9 % — особи у віці 65 років та старші. Медіана віку мешканця становила 48,3 року. На 100 осіб жіночої статі у місті припадало 104,3 чоловіків;  на 100 жінок у віці від 18 років та старших — 107,7 чоловіків також старших 18 років.
Середній дохід на одне домашнє господарство  становив 97 604 долари США (медіана — 75 313), а середній дохід на одну сім'ю — 116 528 доларів (медіана — 106 250). Медіана доходів становила 56 563 долари для чоловіків та 36 250 доларів для жінок. За межею бідності перебувало 7,1 % осіб, у тому числі 7,0 % дітей у віці до 18 років та 17,8 % осіб у віці 65 років та старших.
Цивільне працевлаштоване населення становило 312 осіб. Основні галузі зайнятості: освіта, охорона здоров'я та соціальна допомога — 21,2 %, виробництво — 14,1 %, мистецтво, розваги та відпочинок — 11,9 %, роздрібна торгівля — 9,9 %.